# Henricus Sommalius
Henricus Sommalius auch Heinrich Sommalius (* 1534; † 30. März 1619 in Valenciennes) war ein katholischer Theologe.

## Leben
Henricus Sommalius war seit 1551 Mitglied der Societas Jesu und war erster Rektor des Jesuiten-Kollegs in Douay.

## Werke
Von ihm wurden mehrere Ausgaben von Werken mittelalterlicher Theologen und von Kirchenvätern bearbeitet. Darunter sind Albertus Magnus: Paradisus animae siue de virtutibus libellus, Antverpiae, Plantiniana, 1602; Aurelius Augustinus: Confessiones, Douay, 1608; die pseudaugustinischen Soliloquium, Mediationes und Manuale, Douay, 1607. Von ihm stammt die berühmte Ausgabe der Opera omnia des Thomas von Kempen (a Kempis) erste Auflage 1600, Antwerpen bei Nutius, dort auch die zweite Auflage 1607 und die dritte 1615, die als erste vollständige Ausgabe gilt. Weitere Nachdrucke dann an verschiedenen Orten, etwa die 7. Auflage 1680 in Köln, und schließlich 1759 in Köln, herausgegeben von Eusebius Amort.